# Aminata Ndong
Pour les articles homonymes, voir Ndong.
Aminata Ndong, née le 3 mai 1980, est une épéiste sénégalaise.

## Carrière
Elle est éliminée au premier tour du tournoi d'épée féminine individuelle aux Jeux olympiques d'été de 2004 à Athènes, déclarant forfait face à la Grecque Níki Sidiropoúlou. Elle est médaillée de bronze individuelle et par équipe aux Championnats d'Afrique d'escrime 2006 à Casablanca.